# Polvo de huesos
Polvo de huesos es la primera antología poética de la chilena Rosabetty Muñoz, cuya selección y prólogo fueron realizados por Kurt Folch. Publicada el año 2012 por Ediciones Tácitas, fue ganadora del Premio Altazor de Poesía 2013.
Esta recopilación de diez poemarios y una obra inédita en prosa tiene como característica principal el acercamiento con la comunidad de Chiloé, a la que Rosabetty Muñoz pertenece desde que nació. Trata temas que van desde la rebeldía y desesperanza (Canto de una oveja del rebaño, 1981), pasando por el abuso de poder de unos pocos (Baile de señoritas, 1994), hasta aquellos más controversiales y con mayor impacto en la sociedad como el aborto, el abuso sexual y el incesto (En nombre de ninguna, 2005).

## Argumento

### Prólogo «Todo ha sido vivido: Acerca de Rosabetty Muñoz»

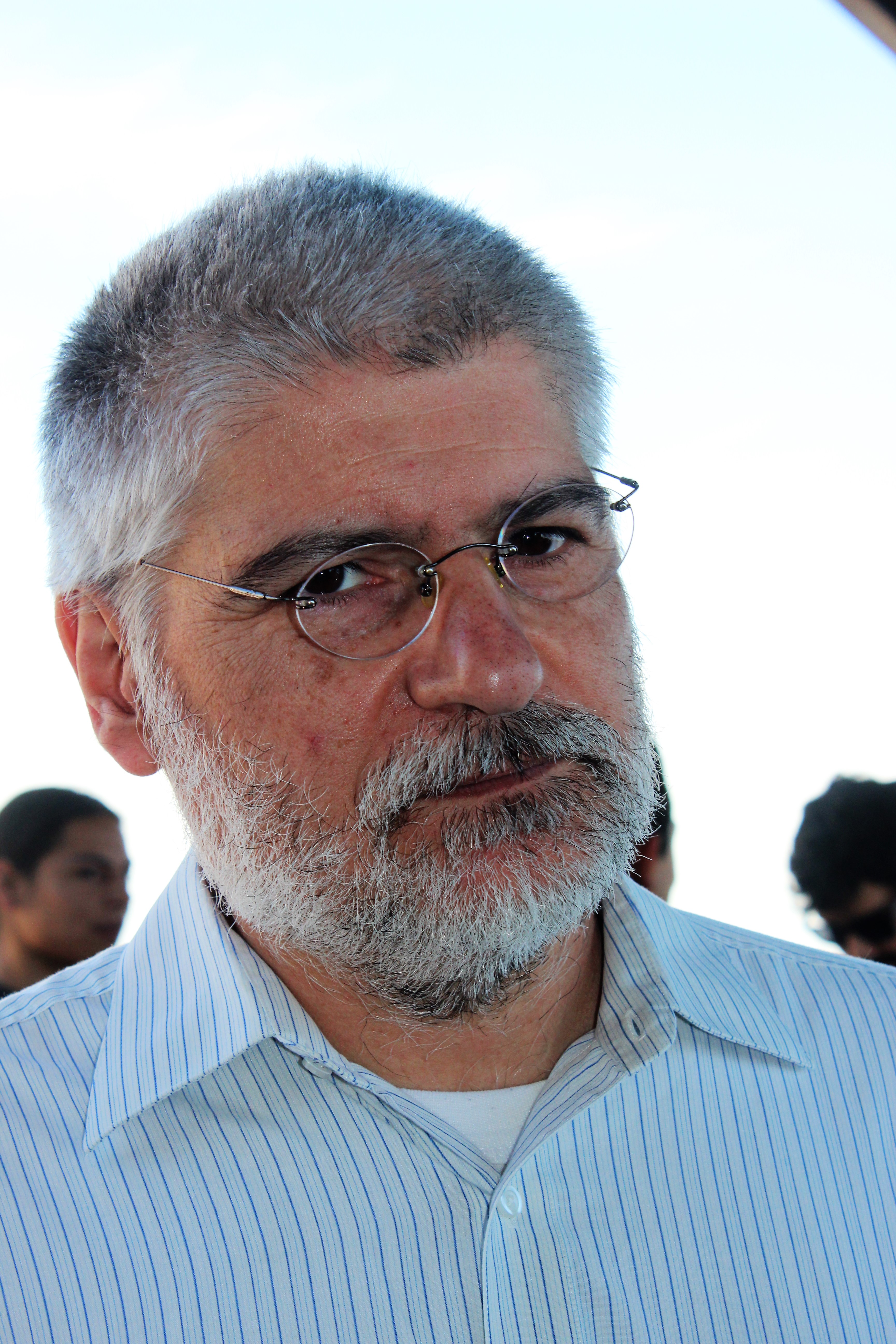
Kurt Folch, autor del prólogo y seleccionador de los poemas

Folch, en esta introducción, destaca elogiosamente la obra de Rosabetty Muñoz y señala que el contexto de la poeta está marcado, en palabras de Jorge Teillier, por el sello “fuego y lluvia” de su origen chilote. El autor sugiere que la obra de Muñoz está plagada de realismo y apela esencialmente a lo común, a lo cotidiano, más que a lo artificioso. Además, en ella evidencia lo trágico y lo fatal de la condición humana mezclando elementos de su contexto sociocultural, como la religión y la marginalidad, con tópicos universales como la muerte y el amor.

### DeCanto de una oveja del rebaño(1981)
Los cuatro poemas de esta sección están cargados de rebeldía y desesperanza a la vez, pero también de resentimiento y de la búsqueda de demostrar el descontento, tal como señala el poema “Grito de una oveja descarriada”:

Hay que salir a la calle / y zarandear a todo el mundo, / traumatizarlos si es necesario. (p.25).
Rosabetty Muñoz

Todos estos síntomas de revolución se desenvuelven fuertemente en los poemas “Hay ovejas y ovejas”, “Reintegración al rebaño”, “Oveja que defiende su posición en el rebaño” y “Grito de una oveja descarriada”.

### DeEn lugar de morir(1986)
Conformada por veinte poemas. Esta sección trata el concepto de tiempo y destino, del gran ego que poseían aquellos que llegaron a tierras chilotas y su seguridad en que nada era más poderoso que ellos:

Los hombres dicen que el gran universo / prendido en la noche / es lo único más grande que ellos. (p. 30).
Rosabetty Muñoz

Se plasma el anhelo de guiar el propio destino y elegir el desenlace, cuando no hay destino que pueda conocerse ni manipularse, el tiempo y los acontecimientos no pueden predecirse ni menos elegirse, son ellos los que derrumbarán las ambiciones.

### DeHijos(1991)
Esta obra, constituida por poemas presentados con una evidente toponimia chilota, como ”Chacao”, “Llingua”, “Caguach”, “Lemuy”, “isla Coldita”, “Metalqui”, entre otros, evoca el tema de la maternidad marginada, ambientada en la isla de Chiloé, describiendo elementos propios de su cultura y presentando, como en las obras anteriores, rasgos de crítica social a partir de un contexto de mestizaje forzado entre extranjeros y mujeres nativas:

Para contarte de la isla, / cómo era antes de los depredadores. (p. 67).
Rosabetty Muñoz

### DeBaile de señoritas(1994)
Este recopilatorio de poemas trata sobre el saqueo que sufrió la isla con la llegada de los invasores en todo sentido de la palabra: material, cultural y espiritual, como se evidencia en títulos como “El Arribo”, “De la aridez”, “Herencia”, donde se menciona a aquellos que irrumpen en la isla.

Algunos siguen aquí esperando a puertas cerradas que se despejen las playas para salir a mariscar. (p. 76).
Rosabetty Muñoz

### DeLa santa, historia de su elevación(1998)
Este poemario, con títulos como “Ella carga recién nacidos”, “La culpa”, “Arden las velas de la devoción” y “Mi útero rememora”, integra muchos aspectos religiosos que se expresan en el sufrimiento de la mujer: la santa, y aquella virtuosa (y estereotipada) santidad intrínseca de la que busca desprenderse:

…cansada de la perfección / tratando de confundirse con los feligreses. (p. 92).
Rosabetty Muñoz

### DeEste ocio de amar(2000-2002)
Con títulos como “Desprendimiento”, “Medusa”, “Gruta”, y “Anillo”, se presenta como un compilatorio de poemas inéditos que tratan sobre los sentimientos que deberían ser puros, pero con el transcurso del tiempo y los acontecimientos que vive el ser humano se van opacando.

La ventana y su transparencia / exhiben musgo / hongos abiertos trepando por las paredes (…) Una amable decepción obliga / a tejer el ánimo / cubrirse / porque el frío de mirar / nos aguijonea. (p. 112).
Rosabetty Muñoz

### DeSombras en El Rosselot(2002)
Obra inspirada en la vida bohemia del sur de Chile, específicamente en un burdel: El Rosselot. Dentro de sus poemas como “Casa de citas”, “Festivas”, “Espectros”, “Huellas” y “Río nocturno”, se puede inferir la desolada presencia espectral de mujeres que solían trabajar en estos lugares en versos tales:

Una vez más el sonido de puertas / música intolerable y golpetear de uñas. / Arrastran sillas. Se ríen de mí. (p. 122).
Rosabetty Muñoz

### DeSitios fugaces(2003)
Esta obra inédita trata sobre la vida y cómo se deteriora con el pasar del tiempo. De cómo vemos el mundo cuando somos jóvenes y cómo este se va cubriendo de niebla hasta no visibilizar nada.

…no hay nada tras el muro, / sólo este reino trazado a niebla y bruma. (p. 139).
Rosabetty Muñoz

### DeRatada(2005)
Los poemas de este libro están enfocados en una situación particular en el contexto de la autora: una plaga invasiva de ratas en el sur de Chile. En poemas siempre entre paréntesis como “(En esas playas)”, “(Al olor de la desgracia)”, “(Se encabrita el miedo)”, “(El diente filoso de la rata)” y “(Tan enorme plaga)”, se puede apreciar un entorno pútrido y decadente en el que, desde la perspectiva de la autora, para estar ahí “hace falta estar vencido.”
Algunos señalan que esta obra es una metáfora de la sociedad chilena durante la dictadura militar, mientras que otros describen alegóricamente a las ratas como “la invasión de la modernidad que se instala en el pueblo."

### DeEn nombre de ninguna(2005)
Con los títulos “Boca de río”, “Vuelo y caída”, “La sombra de la hija", “Apartar los zumbidos”, “Siempreviva”, “Misterios gozosos” y “En nombre de ninguna”, esta obra de Rosabetty Muñoz es tal vez uno de los poemarios más reconocidos de la autora. Plasma testimonios de mujeres que abortaron y relata acerca de niñas abusadas e incesto, con un estilo directo que no requiere mayor interpretación. Las figuras de la maternidad y la niñez opacada son las protagonistas.

…estas jovencitas / con sus crías en bolsas negras. (…) En pecado mortal / están las
hijas de la patria. / Actúan ellas en nombre de ninguna. (p. 168).
Rosabetty Muñoz

### Espesor del instante (2009-2012)
Estos tres escritos inéditos en prosa, de títulos “Espesor del instante”, “Ceremonia” y “Yo, piedra”, tratan de memorias y recuerdos de la infancia; en ellos, entre evocaciones, predomina la añoranza de un tiempo pasado fugaz que la autora compara con el presente:

…la vida sigue siendo como esa improvisada carpa de circo. (p. 177).
Rosabetty Muñoz

## Recepción y crítica
Tras su aparición, hubo una repercusión mediática importante que significó una serie de entrevistas en diferentes medios.
Folch realiza un prólogo que da la bienvenida al universo poético de Rosabetty describiendo la antología como una “poesía densa, preñada, de una poeta atenta a sus necesidades, a su materia prima: el lenguaje”. Así mismo, el poeta Manuel Silva Acevedo describe la escritura de Rosabetty como "sensible y comprometida", además de ensalzar su autenticidad.
Por otra parte, el crítico literario, periodista, traductor y editor Juan Manuel Vial, describe la obra de Rosabetty, de la mano de la selección de Folch, como "un credo que puede llegar a convertirse en evangelio, en evangelio poético”, transformando su poesía en una biblia para aquellos lectores amantes de este género. Culmina su apreciación enfatizando en la valoración geográfica, social y cultural plasmada en cada una de las hojas de sus obras, "en sus libros están las claves; y sus derroteros, expresados en magníficos poemas, suelen ser más exactos que los de la geografía misma.” Para los forasteros quienes visiten La Isla no habrá mejor guía que aquella voz oriunda del lugar, las palabras escritas en su antología y en todas sus obras que permiten, como menciona Vial, ser el "faro flotante" que te dará la bienvenida a la isla de Chiloé.